# Цельгер, Йозеф Мария Габриэль
Йозеф Мария Габриэль Цельгер, мирское имя — Габриэль (нем.  Joseph Maria Gabriel Zelger, 10 ноября 1867 года, Штанс, Швейцария — 20 августа 1934 года, Дорнах, Швейцария) — католический прелат и миссионер, апостольский викарий Дар-эс-Салама с 15 февраля 1923 года по 5 июля 1929 года. Член монашеского ордена капуцинов.

## Биография
Родился в 1867 году в швейцарском городе Штанс. После окончания гимназии в родном городе в 1885 году поступил монастырь капуцинов в Люцерне. 25 марта 1890 года был рукоположён в священники. В 1893 году окончил изучение канонического права, после чего служил в различных учебных заведениях, которыми руководили капуцины. В 1905 году отправился на миссию на Сейшельские острова. С 1920 года — на миссии в Танзании.
15 февраля 1923 года римский папа Пий XI назначил его апостольским викарием Дар-эс-Салама и титулярным епископом Клаудиполиса Исаурийского. 24 июня 1923 года состоялось его рукоположение в епископы, которое совершил титулярный епископ Типасы Мавританской и апостольский викарий Унианьембе Анри Леонар в сослужении с титулярным епископом Карры и апостольским викарием Занзибара Джоном Джералдом Невиллом и епископом Порт-Виктории и Сейшельских островов Луи-Жастеном Гуми.
5 июля 1929 года подал в отставку и возвратился в Швейцарию. Скончался 20 августа 1934 года в Дорнахе.